# HD 44951
HD 44951，又名BD-11 1478，SAO 151458、HR 2305，是一颗恒星，视星等为5.22，位于銀經220.25，銀緯-11.22，其B1900.0坐标为赤經6h 19m 30.4s，赤緯-11° -11.22′ 34″。